# 二人が一番!
『二人が一番!』（ふたりがいちばん）は、窪田まり子による4コマ漫画作品。

## 概要
1997年7月17日刊行の雑誌『まんがライフ』9月号（竹書房）から連載開始。以後、一度も休載のないまま2006年9月号にて完結した。連載は全109回に及ぶが、完結の時点でも単行本化やアニメ化はされてない。
小学校からの幼馴染みである、星本やすおと星本美夏（旧姓不詳）、そして彼らのペットであるフクロウのジリアンと彼らの仲間が織りなす漫画。

## 登場人物

### 星本家
星本やすお （ほしもと やすお）
本作品の主人公。時折発明をし珍作品を作り出す。美夏、ジリアンからは「やすおさん」、彼の会社友達からは「星本くん」もしくは「星本さん」、ゴールドバーグからは「レイモンドさん」、その他の人物からは、「星本さん」と呼ばれる。髪の毛は鬘。
星本美夏 （ほしもと みなつ）
本作品のヒロイン。やすおにとっては頼りになる妻。やすおからは「美夏」、その他の人物からは「星本さん」と呼ばれる。従兄弟の美冬がいる。
星本ジリアン （ほしもと じりあん）
星本夫妻のペットのフクロウで、飼い主思い。言葉もわかるし、本当の事だって知っている。言葉も喋る。友だちに、ブタコウモリのシャロンさんがいる。